# Bajáki Ferenc
Bajáki Ferenc, teljes nevén Bajáki Ferenc József (Kecskemét, 1883. május 6. – Moszkva, kommunarkai kivégzőhely, 1939. március 3.) magyar műlakatos, tölténygyári munkás, szakszervezeti titkár, a Forradalmi Kormányzótanács tagja. A sztálini koncepciós perek áldozata.

## Élete

### A kezdetek
Bajáki Ferenc és Szelei Etelka fia. 17 éves korában belépett a lakatosok szakegyletébe, illetve az MSZDP-be, később pedig a Weiss Manfréd Műveknél a lakatosok főbizalmijaként működött. 1910. május 16-án Budapesten, az Erzsébetvárosban házasságot kötött Barina Terézia református szabónővel, Barina István és Mészáros Julianna lányával. 1917-ben a Vas- és Fémmunkások Központi Szövetségében a gyáripari lakatos-szakosztály titkárává vált. 1918 őszén még kommunistaellenes álláspontot képviselt, 1919 márciusára viszont már az egyesülés híve lett, sőt belépett a KMP-be.

### A kommün alatt és után
A Magyarországi Tanácsköztársaság idején április 9-től június 24-ig a szociális termelés népbiztosa Varga Jenő, Dovcsák Antal, Hevesi Gyula, Kelen József és Rákosi Mátyás mellett. Június 24-én a Tanácsok Országos Gyűlése által az előző nap megválasztott Szövetséges Központi Intéző Bizottság megválasztotta a Népgazdasági Tanács elnökségét, amelybe Varga Jenő, Nyisztor György és Lengyel Gyula mellett ő is bekerült. A tanács továbbá kilenc főosztályból is állt, amelynek (IX.) munkásügyi főosztályát is ő vezette. Részt vett 1919. július 31-én az éjjeli órákban tartott, Kun Béla vezette tanácskozáson, amelyen a kilátástalan helyzetet vitatták meg. „A Vántus Károly és társai” megnevezésű - a köznyelvben népbiztosperként élő - perben, amely 1920. június 5-től december 28-ig tartott, életfogytig tartó fegyházra ítélték, ám 1921-ben a szovjet–magyar fogolycsere-akció révén Szovjet-Oroszországba került. Itt belépett az SZK(b)P-be, és a szovjet ipar helyreállításában, az új szocialista nagyipar építésében vett részt. Koholt vádak alapján (pl. ellenforradalmi tevékenység) 1938. február 28-án letartóztatták. 1939. március 2-án halálraítélték, másnap kivégezték. Fiát szintén letartóztatták, és kivégezték. 1956. február 25-én Vágó Bélával együtt rehabilitálták.

## Emlékezete
Csepelen utca volt róla elnevezve (2011-ig). Ez ma a Mansfeld Péter utca.